# Folkpensioneringsfonden
Folkpensioneringsfonden var den fond i Sverige där vilken avsatta avgifter för grundpensionen (se folkpension) förvaltades. Fonden förvaltades i början av 1940-talet av sju pensionsfullmäktige, bland dem chefen för pensionsstyrelsen som var dess ordförande.
Folkpensioneringsfondens tillväxt var under denna tid begränsad till 1 miljard svenska kronor och innan denna gräns uppnåtts fick fonden maximalt ökas med 20 miljoner svenska kronor per år.

## Övrigt
- 1942 uppgick folkpensioneringsfonden till 787 miljoner kronor, vilket år 2006 motsvarade 13,64 miljarder svenska kronor justerat för inflation.